# 維博瓦倫蒂亞省
維博瓦倫蒂亞省 （義大利語：Provincia di Vibo Valentia）是意大利卡拉布里亚大区的一個省。面積1,139平方公里，2005年人口168,894人。首府維博瓦倫蒂亞。
下分50市鎮。1992年自卡坦札羅省分出。